# Насаф-2
Насаф-2 (узб. Nasaf-2) — професійний узбецький футбольний клуб з міста Карші. Фарм-клуб команди Насаф.

## Історія
Насаф-2 була створена з метою підготувати та забезпечити Насаф молодими перспективними гравцями. Клуб грає в групі «Захід» Першій лізі та бере участь у Кубку Узбекистану.
20 серпня 2012 року нинішній головний тренер Насафа-2 Шухрат Тошпулатов був призначений помічником тренера молодіжної команди Насаф і залишив свою посаду в Насафі-2. Клуб призначив Рахматуллу Мухаммедрахімова як нового головного тренера.

## Тренери
| Ім'я                       | Національність | Період |
| -------------------------- | -------------- | ------ |
| Заїр Туракулов             | Узбекистан     | 2011   |
| Шухрат Тошпулатов          | Узбекистан     | 2012   |
| Рахматулла Мухаммедрахімов | Узбекистан     | 2012–  |